# Mayara La-Rocque
Mayara La-Rocque (nascida em Belém, Pará, 1988?) é uma escritora paraense e facilitadora de oficinas na Casa da Linguagem. Recebeu 1° lugar na categoria contos do IV prêmio Proex da UFPA e a Medalha Benedito Monteiro da Câmara Municipal de Belém.

## Biografia
Mayara La Roque é formada em Letras (língua francesa) pela Universidade Federal do Pará (UFPA). Atua como escritora em diversos projetos literários, como a revista KamikASES.

### Contos publicados nas coletâneas
- 2014 - Antologia Literária, do III prêmio Proex da UFPA[6]
- 2015 - Antologia Literária, do IV prêmio Proex da UFPA
- 2016 - Atravessa a tua viagem (livro artesanal)[7]
- 2017 - Uma luminária pensa no céu (plaquete literária Edições do Escriba)[8]
- 2018 - Desejo de Estrangeiro (editora Raio Verde)[9][10]
- 2018 - Literatura por Elas (curta-metragem da Fundação Cultural do Pará)[11][12]
- 2020 - Antídoto (Revista Caliban)[13][14]
- 2020 - Feliz Aniversário, Clarice (Grupo Autêntica)[15][16]
- 2021 - Grandes lábios (Revista Caliban)[17]
- 2021 - Antologia Poética... (Editora Pública)[18]
- 2021 - Trama das Águas (Monomito Editorial)[19]
- 2021 - Revoada: voos dos processos literários[20]
- 2021 - Mundos Imaginados[21]

## Prêmios
- 2015 - IV prêmio Proex da UFPA - 1° lugar na categoria contos[5]
- 2023 - Medalha Benedito Monteiro, concedida pela Câmara Municipal de Belém[22]